# Lijnbaansgracht 23-24
Lijnbaansgracht 23-24/Palmstraat 101 is een gebouw in Amsterdam-Centrum.
Op de tekening van Joan Blaeu uit 1642 is op de hoek van de Lijnbaansgracht en Palmstraat reeds bebouwing ingetekend. Adrianus Eversen legde de hoek rond 1861 vast in een schilderij, waarop toch al tekenen van verkrotting te zien zijn. Ook de belendende gebouwen aan de Palmstraat bevonden zich in een al wat armoedige toestand.
Hier verrezen in 1894 twaalf woningen voor arbeiders, waarbij Willem Hamer jr. tekende voor het hoekpand. Het werd een symmetrisch gebouw in een stompe hoek in de eclectische bouwstijl.  Opdracht daartoe was opdracht gegeven door de Vereeniging ten behoeve der Arbeidersklasse te Amsterdam. Huisnummer 23 ligt op de hoek, die hier is afgestoken.
Veel van de arbeiderswoningen gebouwd in die tijd zijn ten prooi gevallen aan de sloop. Ze voldeden niet meer aan de eisen van laat 20e eeuw en waren (opnieuw) verkrot. Het gebouw Lijnbaansgracht/Palmstraat werd na een renovatie in november 2004 tot gemeentelijk monument verklaard en is dus gespaard gebleven voor sloop.